# Мечник великий литовский
Ме́чник вели́кий лито́вский, вариант ме́чный (лат. ensifer, gladifer) — государственная должность Великом княжестве Литовском (конец XV—XVIII веков), создана по образцу мечника великого коронного.
На праздничных мероприятиях нёс впереди с левой стороны великого князя обнажённый меч как символ военной власти. Во время похорон опускал меч вниз, а в рукоять вставлял свечу. Мечник бросал меч перед алтарём, либо ломал его, если монарх был последним из рода.
Также существовали повятовые мечники.

## Великие мечники литовские
| Портрет или герб | Годы деятельности                           | Имя                                     |
| ---------------- | ------------------------------------------- | --------------------------------------- |
|                  | 1499                                        | Войцех Ивашкович                        |
|                  | 1505—1507                                   | Януш Костевич                           |
|                  | 1509                                        | Ян Щит-Немирович (Щитович)              |
|                  | 1529—1531                                   | Юрий Михайлович Ёдка (Ёдкович)          |
|                  | 1539—1547                                   | Николай Петрович Алехнович              |
|                  | 1550—1553                                   | Счастный Сырутович (Сыруть)             |
|                  | 1553—1563                                   | Сырутович                               |
|                  | 11 октября 1579 — 3 февраля 1588            | Дмитрий Халецкий                        |
|                  | 22 января 1589 — 1615                       | Ян Халецкий                             |
|                  | 23 августа 1615 — 2 июня 1650               | Николай Христофор Халецкий              |
|                  | 2 июня 1650 — 1679                          | Юрий Тизенгауз                          |
|                  | 1679—1685                                   | Шимон Кароль Огинский                   |
|                  | 1685—1695                                   | Николай Франтишек Огинский              |
|                  | 25 июля 1695 — 10 мая 1703                  | Мартиан Михаил Огинский                 |
|                  | 10 мая 1703 — 1707                          | Криштоф Синицкий                        |
|                  | 1708—1709                                   | Билевич                                 |
|                  | март 1709 — 1710                            | Александр Пшездецкий                    |
|                  | 22 марта 1710, 23 декабря 1711 — 3 мая 1729 | Николай Фаустин Радзивилл               |
|                  | 14 июня 1729 — 17 апреля 1730               | Юзеф Ян Тадеуш Огинский                 |
|                  | 17 апреля 1730 — июль 1734                  | Игнацы Завиша                           |
|                  | 14 ноября 1735 — 26 августа 1750            | Януш Александр Сангушко                 |
|                  | 1 сентября 1750 — 23 октября 1752           | Шимон Сыруц                             |
|                  | 23 октября 1752 — 8 августа 1762            | Кароль Станислав Радзивилл Пане Коханку |
|                  | 8 августа 1762 — 21 ноября 1771             | Анджей Игнацы Огинский                  |
|                  | 21 ноября 1771 — 10 апреля 1775             | Михаил Иероним Радзивилл                |
|                  | 1775 — 11 декабря 1775                      | Иероним Януш Сангушко                   |
|                  | 9 декабря 1775 — 1789                       | Александр Оссолинский                   |
|                  | 4 августа 1789 — май 1793                   | Михаил Клеофас Огинский                 |